# Conrad Mardefelt
Conrad Mardefelt, även Marderfelt, fram till det att han adlades 1646 Conrad von Massberg, född cirka 1610 i Stockholm, död 21 maj 1688 i Siedenbrünzow, Brandenburg, var en svensk militär, guvernör, fältmarskalk och friherre.

## Biografi
Conrad Mardefelt var son till tyska immigranter. Hans militära banna inleddes 1628 när han blev volontär vid den svenska armén i Preussen under det pågående kriget med Polen-Litauen. Han blev ingenjör vid huvudarmén 1634 och han var två år senare med i slaget vid Wittstock, över vilket han ritade en plan. Senare arbetade han under Lennert Torstenson där han bland annat ritade en plan över slaget vid Jankov. Till följd av sin skicklighet som ingenjör blev han den 20 januari 1646 adlad under namnet Mardefelt och samma år blev han även generalinspektör över alla fästningar i Pommern, Mecklenburg och Westfalen samt kommendant i Demmin. Det var i Demmin som han under fem års tid var lärare i fortifikation åt Erik Dahlbergh. Efter trettioåriga krigets slut blev han generalingenjör över alla svenska fästningar söder om Östersjön. Efter att krig utbrutit mellan Sverige och Polen-Litauen 1655 värvade Mardefelt i Pommern ett eget infanteriregemente och följde sedan huvudarmén som generalkvartermästare. Senare under kriget blev han även kommendant i Thorn och Elbing samt guvernör i Wismar. Efter att krig utbrutit med Brandenburg 1675 blev Mardefelt utsedd till fältmarskalk och han var under kriget närmsta man till Carl Gustav Wrangel samt förde befäl över armén i hans frånvaro. Under vintern 1675–1676 försökte han erövra Wolgast, dock utan framgång. Under belägringen förlorade han även en son. Han återvände därefter till Sverige och upphöjdes till friherre efter vilket han användes till befästningsarbeten fram till krigsslutet. Efter det genomförde han tillsammans med Claes Rålamb en undersökning över tillståndet i de tyska provinserna och han drog sig sedan tillbaka till sina egendomar i Pommern efter att detta blivit slutfört 1683.